# NGC 2177
NGC 2177 (również ESO 57-SC66) – gromada otwarta, znajdująca się w gwiazdozbiorze Złotej Ryby. Należy do Wielkiego Obłoku Magellana. Została odkryta 13 grudnia 1835 roku przez Johna Herschela.